# شويكار (أميرة)
الأميرة شويكار (1868 - 17 فبراير 1947)، هي ابنه الأمير إبراهيم فهمي ابن الأمير أحمد رفعت باشا بن إبراهيم باشا بن محمد على باشا الكبير ووالدتها الأميرة نجوان وجدان حفيدة محمد شريف باشا أبو الدستور المصري.

## حياتها العائلية
الاميرة شويكار إبراهيم فهمى هي الزوجة الأولى للأمير أحمد فؤاد ابن الخديوي إسماعيل (الملك فؤاد بعد ذلك)، وأنجبت منه الأمير إسماعيل ولكنه مات قبل أن يبلغ سنة من عمره، كما أنجبت له «الأميرة فوقية»، وبعد طلاقها من الأمير فؤاد تزوجت من الأمير إلهامى حسين باشا ثم سيف الله باشا يسري وأنجبت البرنس «وحيد يسري» ومحمد وحيد الدين و«لطيفة» التي تزوجت من أحمد حسنين باشا رئيس الديوان الملكي في عهد الملك فاروق ولكنها طلقت منه بسبب الملكة نازلي. وكانت شويكار تحب الملك فاروق كثيرًا لأنها كان باعتقادها إنه كان يجب أن يكون إبنها.

## حياتها الاجتماعية
كانت سيدة مجتمع من الطراز الأول، ولها العديد من الأعمال الخيرية وترأست جمعية مبرة محمد على مدى الحياة وكانت رئيس شرف لمؤسسة مدينة فاروق الأول الجامعية ـ انشأت جريدة نسائية عام 1945 باسم المرأة الجديدة ـ وكانت تستقبل العديد من الشخصيات الهامة في قصرها ـ يوم الأحد من كل اسبوع ـ فيما عرف باسم صالون الأحد وكانت تقيم حفلتين سنويا الاولي في راس السنة الميلادية والثانية 11 فبراير عيد ميلاد الملك فاروق.
حصلت الأميرة شويكار على الوشاح الأكبر من نيشان الشفقات من السلطان مراد الخامس كما تعد - وقت وفاتها - واحدة من ست سيدات تحملن نيشان الليجيون دونير من درجة كومندور.

## قصرها
بني قصر الاميرة شويكار علي باشا جلال في اوائل القرن العشرين بين 1900 و1907 علي الطراز الفرنسي الإيطالي وقد اشترته الحكومة المصرية في عصرالملك فاروق من صاحبته الاميرة شويكار لتجعله مقرا لمجلس الوزراء ـ وفي 1987/3/15 ـ تم تسجيله ضمن المباني التاريخية.